# Chromosome 13 humain
Le chromosome 13 est l'une des 23 paires de chromosomes humains. C'est l'un des 22 autosomes et l'un des 5 chromosomes acrocentriques.

## Caractéristiques du chromosome 13
- Nombre de paires de base : 114 142 980
- Nombre de gènes : 399
- Nombre de gènes connus : 318
- Nombre de pseudo gènes : 213
- Nombre de variations des nucléotides (S.N.P ou single nucleotide polymorphisme) : 333 541

## Anomalies chromosomiques décrites au niveau du chromosome 13
- Trisomie 13 responsable du syndrome de Patau
- Tout comme les autres chromosomes acrocentriques, le chromosome 13 peut être impliqué dans des translocations robertsoniennes.

## Gènes localisés sur le chromosome 13
Le gène du rétinoblastome (RB1), un gène suppresseur de tumeurs est situé sur le chromosome 13. La présence de deux allèles (homozygote) portant une mutation perte de fonction de ce gène ou une délétion chromosomique de la région 13q14 chez un individu peuvent être responsable du développement d'un rétinoblastome ou cancer de la rétine. Le cancer se développe généralement dans l'enfance, de manière unilatérale ou bilatérale.

## Maladies localisées sur le chromosome 13
- La nomenclature utilisée pour localiser un gène est décrite dans l'article de celui-ci
- Les maladies en rapport avec des anomalies génétiques localisées sur le chromosome 13 sont :

| Maladies localisées sur le chromosome 13 | Maladies localisées sur le chromosome 13 | Maladies localisées sur le chromosome 13 | Maladies localisées sur le chromosome 13 | Maladies localisées sur le chromosome 13 | Maladies localisées sur le chromosome 13 |
| ---------------------------------------- | ---------------------------------------- | ---------------------------------------- | ---------------------------------------- | ---------------------------------------- | ---------------------------------------- |
| Pathologie                               | Transmission                             | O.M.I.M                                  | Locus                                    | Gène                                     | Protéine codée par le gène               |
| Bras long                                |                                          |                                          |                                          |                                          |                                          |
|                                          |                                          |                                          | Q33                                      |                                          |                                          |
|                                          |                                          |                                          | Q23                                      |                                          |                                          |
|                                          |                                          |                                          | Q31                                      |                                          |                                          |
|                                          |                                          |                                          | Q31                                      |                                          |                                          |
|                                          |                                          |                                          | Q22                                      |                                          |                                          |
|                                          |                                          |                                          | Q22                                      |                                          |                                          |
|                                          |                                          |                                          |                                          |                                          |                                          |
| Maladie de Hirschsprung                  |                                          |                                          | Q22                                      |                                          |                                          |
|                                          |                                          |                                          | Q21                                      |                                          |                                          |
| Rétinoblastome                           |                                          |                                          | Q14                                      |                                          | &nbs                                     |
| Syndrome d'Aicardi-Goutières ?           |                                          |                                          | Q14                                      |                                          |                                          |
|                                          |                                          |                                          | Q13.5                                    |                                          |                                          |
|                                          |                                          |                                          | Q13.3                                    |                                          |                                          |
|                                          |                                          |                                          | Q13.3                                    |                                          |                                          |
|                                          |                                          |                                          | Q13                                      |                                          |                                          |
|                                          |                                          |                                          | Q13                                      |                                          |                                          |
|                                          |                                          |                                          | Q13                                      |                                          |                                          |
|                                          |                                          |                                          | Q13                                      |                                          |                                          |
| Cancer du sein d'origine génétique       |                                          |                                          | Q12.3                                    | BRCA2                                    |                                          |
| Syndrome de Troyer                       |                                          |                                          | Q12.3                                    |                                          |                                          |
| Ataxie de Charlevoix-Saguenay            |                                          |                                          | Q12                                      |                                          | Sacsine                                  |
| Dystrophie musculaire des ceintures      |                                          |                                          | Q12                                      |                                          |                                          |
| Surdité d'origine génétique              |                                          |                                          | Q12                                      |                                          |                                          |
| Surdité d'origine génétique              |                                          |                                          | Q11                                      |                                          |                                          |
|                                          |                                          |                                          | Q11                                      |                                          |                                          |
|                                          |                                          |                                          |                                          |                                          |                                          |
| Bras court                               |                                          |                                          |                                          |                                          |                                          |
|                                          |                                          |                                          | P11                                      |                                          |                                          |
|                                          |                                          |                                          |                                          |                                          |                                          |
|                                          |                                          |                                          | P11                                      |                                          |                                          |
|                                          |                                          |                                          | P11                                      |                                          |                                          |
|                                          |                                          |                                          | P11                                      |                                          |                                          |
|                                          |                                          |                                          | P12                                      |                                          |                                          |
|                                          |                                          |                                          |                                          |                                          |                                          |
|                                          |                                          |                                          |                                          |                                          |                                          |
|                                          |                                          |                                          |                                          |                                          |                                          |
|                                          |                                          |                                          |                                          |                                          |                                          |
|                                          |                                          |                                          | P13                                      |                                          |                                          |
|                                          |                                          |                                          |                                          |                                          |                                          |
|                                          |                                          |                                          |                                          |                                          |                                          |
|                                          |                                          |                                          |                                          |                                          |                                          |
|                                          |                                          |                                          |                                          |                                          |                                          |

## Sources
- (en) Ensemble Genome Browser
- (en) Online Mendelian Inheritance in Man, OMIM (TM). Johns Hopkins University, Baltimore, MD.